# 思明府
思明府，中国古代的府。
唐朝在今广西壮族自治区宁明县设立思明州。属于岭南道。宋朝沿称思明州。属于广南西路。元朝改为思明路。属于湖广行省广西两江道宣慰司。明朝洪武二年（1369年），改为思明府，属广西承宣布政使司。洪武三年，省思陵州入思明府。洪武初年废上思州。二十一年（1388年）正月复置上思州，属思明府。同时复置的思陵州，直隶广西承宣布政使司。洪武末年省上石西州。永乐二年（1404年）复置。宣德元年（1426年），西平州、禄州地入安南（越南）。弘治十八年（1505年），上思州属南宁府。万历十六年，府辖思明州被划归太平府。三十八年（1610年），上石西州属太平府。清朝分为思州、宁明州。雍正五年（1727年），思明州复归思明府。九年（1731年），明江五十三寨土民改归宁明州管辖。

## 延伸阅读
[在维基数据编辑]
 《欽定古今圖書集成·方輿彙編·職方典·思明府部》，出自陈梦雷《古今圖書集成》